# Vyvyan Pope

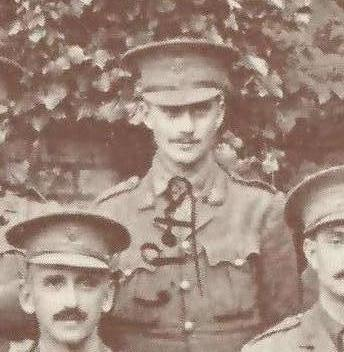
Vyvyan V. Pope (1914)

Vyvyan Vavasour Pope, CBE, DSO, MC (* 30. September 1891 in London; † 5. Oktober 1941 bei Mukattam, Ägypten (Flugzeugabsturz)) war ein britischer Offizier der British Army, der unter anderem als Generalleutnant 1941 Kommandierender General des XXX Corps war.

## Leben
Vyvyan Vavasour Pope, Sohn von James Pope und Blanche Holmwood Langdale, absolvierte nach dem Besuch der Ascham St Vincent’s School in Eastbourne und des Lancing College eine Ausbildung beim dortigen University Officers’ Training Corps, die er als Sergeant beendete. 1911 wurde er als Leutnant auf Probe in das Prince of Wales’s (North Staffordshire Regiment) übernommen, das zur Sonderreserve der British Army gehörte. Er nahm am Ersten Weltkrieg teil und kam an der Westfront zum Einsatz. In der Folgezeit nahm er unter anderem an der Ersten Flandernschlacht (20. Oktober bis 18. November 1914), der Schlacht von Neuve-Chapelle (10. März bis 12. März 1915), der Schlacht an der Somme (1. Juli bis 18. November 1916), der Schlacht bei Messines (7. Juni bis 14. Juni 1917) sowie der Dritten Flandernschlacht (31. Juli bis 6. November 1917) teil. Für seine Verdienste wurde ihm unter anderem das Military Cross (MC) sowie 1916 Distinguished Service Order (DSO) verliehen.

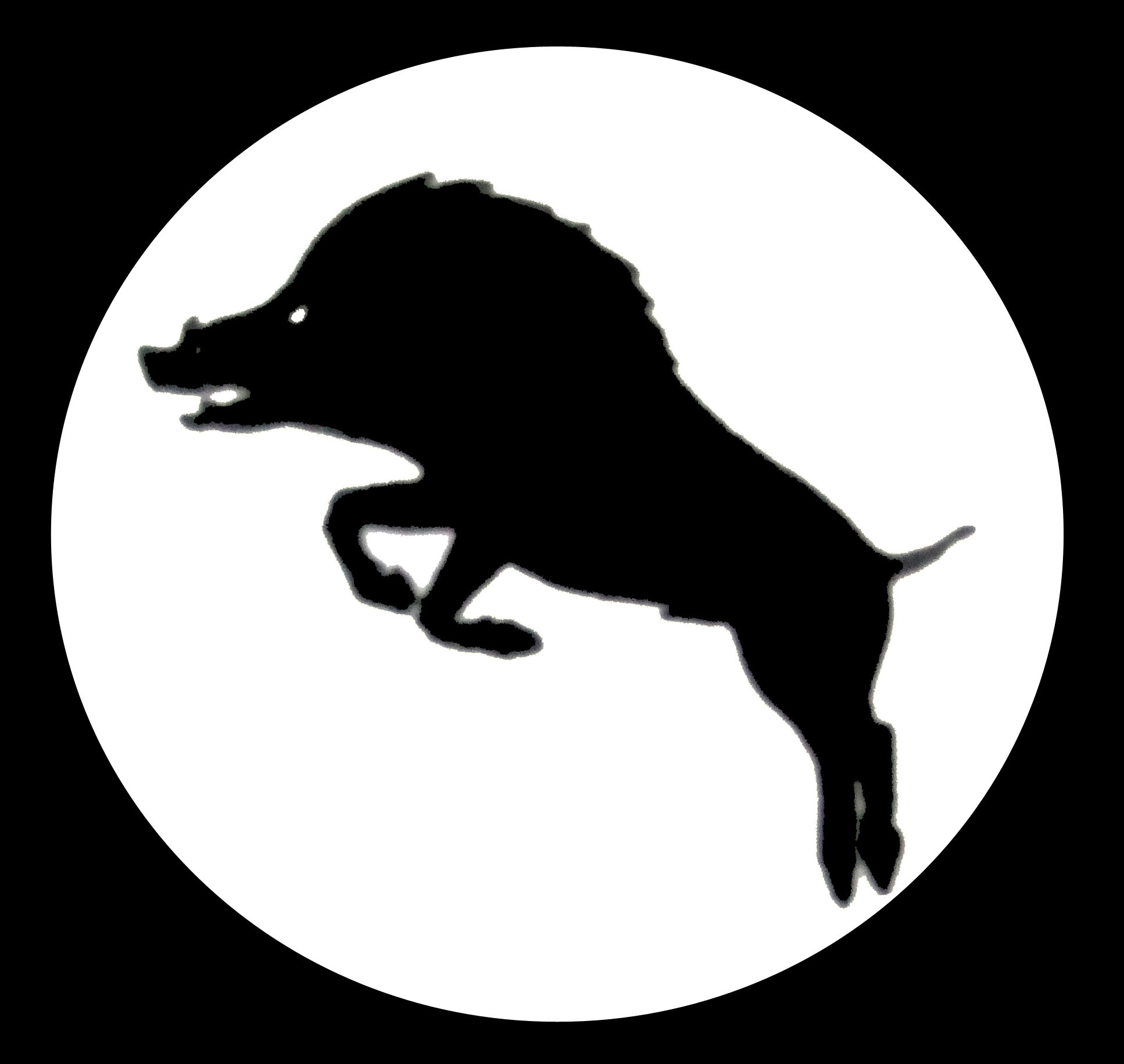
Abzeichen des XXX Corps.

Nach Ende des Krieges wurde Pope in der Zwischenkriegszeit zur Panzertruppe (Royal Tank Regiment) versetzt und kam unter anderem im Irischen Unabhängigkeitskrieg (Januar 1919 bis Juli 1921) zum Einsatz. Nach verschiedenen Verwendungen war er zwischen 1924 und 1925 Absolvent des Staff College Camberley und fand zwischen 1930 und 1933 Verwendung im Kriegsministerium (War Office). Während dieser Zeit erhielt er am 1. Januar 1931 den Brevet-Rang eines Oberstleutnants (Brevet Lieutenant-Colonel) und absolvierte zudem 1934 das Imperial Defence College (IDC) in London. Er erhielt am 29. Dezember 1935 den zeitlich befristeten Rang eines Obersts (Temporary Colonel) und war daraufhin zwischen dem 29. Dezember 1935 und dem 28. Mai 1936 Kommandeur des Royal Tank Corps in Ägypten, wobei er nach Beendigung des Kommandos am 28. Mai 1936 den zeitlich befristeten Rang eines Obersts zurückgab. Am 25. Juni 1936 wurde er zum Oberst (Colonel) befördert, wobei diese Beförderung auf den 1. Januar 1934 zurückdatiert wurde. Er war im Anschluss vom 25. Juni 1936 bis zum 29. März 1937 Generalstabsoffizier Ersten Grades (General Staff Officer 1) im Kriegsministerium und fungierte nach dem Erhalt des zeitlich befristeten Rang eines Brigadiers (Temporary Brigadier) zwischen dem 30. März 1938 und dem 1. September 1939 als Brigadier im Generalstab im Südkommando (Southern Command) der British Army. Im Anschluss war er zu Beginn des Zweiten Weltkrieges vom 2. September bis zum 22. Dezember 1939 Brigadier im Generalstab des in Frankreich eingesetzten II Corps sowie daraufhin vom 23. Dezember 1939 bis zum 14. April 1940 Kommandeur der 3. Panzerbrigade (3rd Armoured Brigade). Für seine militärischen Verdienste wurde er 1940 zum Commander des Order of the British Empire (CBE).
Daraufhin wechselte Vyvyan Pope kurzzeitig ins Kriegsministerium und war zwischen dem 15. April und dem 15. Mai 1940 Inspekteur der Panzertruppe (Inspector of Royal Armoured Corps, War Office) und im Anschluss für kurze Zeit vom 10. bis zum 28. Mai 1940 Berater für gepanzerte Kampffahrzeuge der British Expeditionary Force (BEF) in Frankreich. Nach seiner Ernennung zum kommissarischen Generalmajor (Acting Major-General) kehrte er ins Kriegsministerium zurück und fungierte zwischen dem 24. Juni 1940 und September 1941 als Direktor für gepanzerte Kampffahrzeuge (Director of Armoured Fighting Vehicles, War Office). Er wurde in dieser Funktion am 26. Oktober 1940 zum Generalmajor (Major-General) befördert und war für vier Tage vom 20. bis 24. September 1941 Generalmajor für gepanzerte Kampffahrzeuge des Kommandos im Mittleren Osten (Middle East Command), ehe er im August 1941 erster Kommandierender General des neu aufgestellten XXX Corps in Nordafrika wurde. Diese Kommando hatte er bis zum 5. Oktober 1941 inne, als er mit seinem Chef des Stabes Brigadier Hugh Edward Russell bei einem Flugzeugabsturz in der Nähe von Mukattam in Ägypten ums Leben kam. Neuer Kommandierender General wurde daraufhin im November 1941 Generalleutnant Willoughby Norrie.
Vyvyan Pope war seit 1926 mit Sybil Moore verheiratet.

## Hintergrundliteratur
- Ronald Lewin: Man of Armour. A Study of Lieut-General Vyvyan Pope and the Development of Armoured Warfare, Leo Cooper, London 1976, ISBN 0-85052-050-9